# Stéphanie Mahieu
Stéphanie Mahieu est une juriste belge, docteur en droit de l’Université catholique de Louvain (UCL, Louvain-la-Neuve) et de la Scuola Superiore Sant'Anna di Studi Universitari e di Perfezionamento (Pise - Italie).
Travaillant à la Cour de justice des Communautés européennes et chercheur associé au Centre de Droit de la Consommation de l'UCL, elle est une spécialiste du droit alimentaire et des nouvelles technologies. En particulier, elle travaille [réf. nécessaire] sur la problématique liée à la sécurité des produits alimentaires et des produits issus des nouvelles technologies tels que les OGM, et, dans ce cadre, la gestion des risques sont les principaux sujets de ses recherches, tant au niveau du droit communautaire que du droit international (OMC, Codex Alimentarius, Protocole de Cartagena, etc.).
Sa thèse de doctorat porte sur « La régulation des risques technologiques en droit communautaire et en droit international - Analyse fondée sur les normes applicables aux produits alimentaires ».

## Publications sélectives
- S. Mahieu & P. Nihoul (dir.), La sécurité alimentaire et la réglementation des OGM – perspectives nationale, européenne et internationale, Larcier, 2005, 352 pp.:
  - La régulation internationale des OGM: une nouvelle tour de Babel? avec P. Deboyser, pp. 241-289.
  - La régulation européenne des risques alimentaires : un palimpseste moderne? avec C. Verdure, pp. 53-99.
  - Le contrôle des risques dans la réglementation des OGM: vers un système conciliateur et participatif, pp. 153-241.
- L’avènement des OGM dans la société de l’alimentation: vers une nouvelle forme d’interaction entre la science et le droit, avec Paul Nihoul, R.T.D.eur., janv.-mars 2005, pp. 1-36.
- 'Lignes directrices de la Commission pour la notification des produits de consommation dangereux et Lignes directrices visant à faciliter l’application de la législation européenne générale de sécurité alimentaire, D.C.C.R., n°66, janvier-février-mars 2005, pp. 92 et ss.
- Disséminations et mises sur le marché d’OGM: une nouvelle législation en Belgique, D.C.C.R., n°66, janvier-février-mars 2005, pp. 93-97.
- La réglementation applicable aux OGM dans l’Union européenne avec Paul Nihoul, J.T.D.E., n°111, septembre 2004, pp.193-199.
- Le nouveau cadre juridique européen applicable aux OGM ou le paradoxe d’une réforme inachevée, R.E.D.C., 4/2003, août 2004, pp. 295-310.
- Rapport d’évaluation par les autorités belges du 2 février 2004 relatif à la notification C/BE/96/01 pour mise sur le marché de colza génétiquement modifié, D.C.C.R., n°63, avril-mai-juin 2004, pp. 118-122.
- Recension: L'information des consommateurs en droit européen et en droit suisse de la consommation, Coll. Etudes de droit de la consommation, vol. 11, Bruxelles, Bruylant, Zürich, Schlthess, 2006, Revue de droit international et de droit comparé, 2006/4, pp. 437-440.